# 贾特拉帕蒂·希瓦吉·摩诃罗阇终点站
贾特拉帕蒂·希瓦吉·摩诃罗阇终点站，旧名维多利亚终点站（Victoria Terminus），车站代码为CSTM（干线铁路）或ST（市郊铁路），位于印度孟买市内，是孟买市郊铁路一座历史悠久的火车站，也开行一些长途列车，是印度最繁忙的火车站之一。该站也是印度铁路中部铁路区总部。2004年7月2日，这座车站被联合国教科文组织列为世界遗产。

## 建筑
这座车站建筑建造于1888年，是一座华丽的威尼斯哥特式建筑，展现出维多利亚时期意大利哥特复兴建筑风格与传统印度建筑风格的融合。内部的木雕、瓷砖、铁饰和黄铜扶手，售票处的铁格子，巨大楼梯的栏杆，以及其他装饰物都是孟买美术学校学生的作品。这座车站 19世纪铁路建筑先进结构和技术奇迹的实例。

## 历史
车站的设计者是弗雷德里克·威廉·史蒂文斯。
这座车站花费10年时间才建成，命名为“维多利亚终点站”以纪念在位的英国女王维多利亚。1996年，在马哈拉施特拉邦执政的湿婆神军党政府根据其恢复印度名称的政策，将这座车站更名为贾特拉帕蒂·希瓦吉终点站，以17世纪著名马拉地人国王希瓦吉命名。不过，维多利亚终点站或VT这个名称已经使用很久，仍被该市居民广泛使用。
2008年11月26日孟买发生的连环恐怖袭击，该火车站是其中一个重要的袭击目标，造成了大量人员伤亡。
2017年6月，車站再次更名為賈特拉帕蒂·希瓦吉·摩诃罗阇終點站（摩诃罗阇是梵語君主頭銜）。